# Roser Bach i Fabregó
Roser Bach i Fabregó, nascuda a Barcelona l'agost de 1964, és una jutgessa catalana. Des del 4 desembre 2013 ocupa el càrrec de vocal del Consell General del Poder Judicial.
Va ingressar a la carrera judicial l'any 1989, servint en els Jutjats de Primera Instància i Instrucció de Gavà i Sant Feliu de Llobregat. Va ascendir a Magistrada l'any 1992 exercint les seves funcions en els Jutjats de Vigilància Penitenciària de Lleida, l'Hospitalet de Llobregat i actualment és Magistrada de l'Audiència Provincial de Barcelona. Des de l'any 2005 va ser Coordinadora del Programa per a la preparació d'opositors a jutge, fiscal i secretari judicial al Centre d'Estudis Jurídics i Formació Especialitzada, i l'any 2009 va ocupar el càrrec de Directora d'aquest Centre d'Estudis Jurídics. El 6 de juliol de 2011 va ser nomenada directora de l'Escola Judicial i des del 4 desembre 2013 ocupa el càrrec de vocal del Consell General del Poder Judicial.
Està casada amb Germà Gordó, ex-Conseller de Justícia de la Generalitat de Catalunya